# Turun Palloseura
Il Turun Palloseura, o TPS, è una società polisportiva finlandese con sede a Turku.
Al momento della fondazione nel 1922 esisteva solo la sezione del calcio, ma nel 1937 è nata anche quella di hockey su ghiaccio e nel 1995 di floorball. Ha partecipato anche a campionati di bandy e pallamano (la sezione di pallamano ha vinto il campionato nel 1944).
Sia nel calcio che nell'hockey su ghiaccio la società è da molti anni ai vertici dei rispettivi campionati nazionali, e dal 2007-2008 anche la sezione di floorball partecipa alla massima serie.

## Sezioni

### Calcio
La sezione calcio del Turun Palloseura, fondata nel 1922, gioca nella Veikkausliiga, la massima serie del campionato di calcio finlandese. Nella sua storia ha vinto 8 campionati finlandesi e 3 coppe di Finlandia.

### Hockey su ghiaccio
Il Turun Palloseura gioca nella massima serie finlandese di hockey su ghiaccio. Il palazzetto dove gioca le partite in casa è la HK Arena.

### Floorball
Il TPS Salibandy è stato fondato nel 1995. Il palazzetto dove gioca le partite in casa è la HK Arena.

### Pallamano
Il Turun Palloseura ha vinto il campionato di pallamano finlandese nel 1944.